# Krucze wrota
Krucze wrota – pierwsza część z serii Księgi Pięciorga (org. The Power of Five, The Gatekeepers w USA) napisanej przez Anthony’ego Horowitza. 
Ciąg dalszy opisany jest w tomie drugim serii pod tytułem Mroczna gwiazda.
Adaptacja w formie powieści graficznej została napisana dla Walker Books przez Tony'ego Lee i zilustrowana przez Doma Reardona. Zostanie wydana na wiosnę 2009.

## Opis fabuły
Matt Freeman, czternastoletni chłopak znajduje się pod opieką ciotki Gwendy Davis. Pewnego dnia popada w konflikt z prawem. W wyniku kary przystępuje dobrowolnie do programu NIWA (Wolność i równość w adopcji). Zostaje oddany pod opiekę Jayne Deverill, okropnej kobiety mieszkającej w Hive Hall, obok lasu, z którego dochodzą dziwne szepty. W domu jest obserwowany przez budzącego strach parobka i kota, który wydaje się jakby śledził Matta. Chłopak zmuszany do pracy, bojąc się mieszkańców wioski, którzy zachowują się równie dziwnie, chce uciec. Jego próby spełzają na niczym, wędrówkę kończy tam gdzie ją rozpoczął. Domyśla się, że mieszkańcy nie chcą, aby opuścił wioskę. Idzie do lasu, aby odkryć znaczenie szeptów słyszanych co noc. Spotyka tam farmera Toma Burgessa, który obiecuje mu wyjaśnić kilka rzeczy. Niestety, gdy Matt przychodzi do niego odkrywa, że farmera ktoś brutalnie zabił. Tom Burgess w ostatniej chwili życia napisał farbą na drzwiach: Krucze wrota. Matt szuka o nim informacji w internecie, gdy wyskakuje okienko rozmów. Nieznajomy przedstawia się jako Sanjay Dravid i pyta Matta kim jest. Chłopak nie odpisuje. Idzie do gazety i tam opowiada Richardowi Cole (jednemu z dziennikarzy) o swoich przeżyciach we wsi. Mężczyzna mu nie wierzy, a gdy Matt wychodzi znajduje go pani Deverill i zabiera do domu.
Akcja przenosi się do Londynu, do siedziby Nexusa. Jedna z członkiń, ślepe medium, panna Susan Ashwood, mówi, że Krucze wrota zostaną niedługo otwarte. Profesor Dravid, mówi o chłopcu imieniem Matt, który szukał informacji o Kruczych wrotach. Susan Ashwood uznaje, że Matt sam do nich trafi. Przypomina innym, że Pięcioro wróci, i wyda się ostateczna bitwa.
Akcja powraca do Hive Hill. Do wsi przyjeżdża policjant Stephen Mallory. Widząc, w jakim stanie jest chłopiec (przepracowany, przemęczony i nie chodzi do szkoły), postanawia wkrótce go zabrać. W drodze powrotnej mężczyzna ginie w wypadku samochodowym. Kilka dni później pani Deverill i jej siostra wyjeżdżają do lasu. Matt rusza ich śladem, słysząc te same szepty, co wcześniej. Gdy dociera na miejsce widzi mieszkańców wioski zgromadzonych przy elektrowni Omega Jeden. Próbując się zbliżyć przerywa druty zabezpieczające miejsce. Ucieka przed psami zrodzonymi z ognia, i wpada w bagno. Nagle czuje swąd przypalonego tosta i słyszy samochód. Okazuje się, że Richard usłyszał Matta, mimo że on nie wołał nikogo, i wyciąga chłopca z trzęsawiska. Razem uciekają z Hive Hill. Spotykają się z Susan Ashwood a później z profesorem Dravidem. Po spotkaniu z nim w muzeum szkieletów dinozaurów, ktoś sprawia, że dinozaury ożywają. Profesor ginie, Matt zostaje porwany przez panią Deverill i rozdzielony z Richardem. Ma zostać złożony w ofierze Pradawnym Istotom, które wydostaną się podczas sabatu Beltane. Okazuje się, że w Omedze Jeden są Krucze Wrota. Mieszkańcy wioski okazują się potomkami czarownic, próbują zabić Matta. Wtedy Matt czuje swąd spalenizny, używa mocy i powstrzymuje nóż. Ucieka razem z Richardem, którego również zabrali do elektrowni. W czasie ucieczki ginie, próbująca ich zatrzymać pani Deverill. Pradawne Istoty nie wydostają się, powstrzymane przez wybuch, którego energia wchłonęła Wrota. Na końcu Matt dowiaduje się, że istnieją kolejne Wrota w Peru.